# Amaiur Sarriegi
Amaiur Sarriegi Isasa (San Sebastián, 13 dicembre 2000) è una calciatrice spagnola di origini basche, attaccante della Real Sociedad e della nazionale spagnola.

## Carriera

### Club
Sarriegi inizia l'attività agonistica con l'Añorga, vestendo prima la maglia delle sue formazioni giovanili fino ad essere aggregata, appena quattordicenne, dalla stagione 2015-2016 alla prima squadra che disputa la Segunda División nel Grupo II, restando legata alla società rimane fino alla stagione successiva.
Nell'estate 2017 si trasferisce all'Athletic Bilbao, inizialmente assegnata alla squadra riserve (B) che disputa la Segunda División. Nella stagione 2019-2020, grazie anche alle sue 13 reti in campionato, maggiore marcatrice della squadra, contribuisce alla vittoria della formazione B del campionato di Segunda División. Quella stessa stagione viene aggregata anche alla prima squadra, debuttando così in Primera División il 19 ottobre, alla 6ª giornata di campionato, rilevando Ane Azkona negli ultimi minuti dell'incontro casalingo vinto per 2-1 sul Betis. In quella stagione il tecnico Ángel Villacampa la impiega, sempre per pochi minuti, in altre tre partite di campionato e in una di Coppa della Regina.
La stagione successiva si è trasferita al club della sua città natale, la Real Sociedad, confermando le sue doti realizzative siglando 13 reti in campionato, a pari merito della compagna di squadra Nerea Eizagirre, contribuendo a fare una stagione di alta classifica terminata al 5º posto in Primera División, eguagliando la migliore prestazione sportiva della squadra del campionato 2015-2016.
Sarriegi è stata nominata come una dei capitani della Real Sociedad per la stagione 2021-2022.

### Nazionale
Sarriegi viene convocata per la prima volta dalla Federcalcio spagnola nel 2021, saltando completamente la trafila delle giovanili e giungendo direttamente alla nazionale maggiore. Chiamata dal commissario tecnico Jorge Vilda, debutta con la maglia delle Furie rosse il 10 giugno, rilevando Marta Cardona all'82' nell'amichevole vinta con il Belgio.
Il 21 settembre 2021, nella sua prima partita da titolare con la Spagna, Sarriegi apre le marcature, siglando poi altre tre reti, nella vittoria per 10-0 sulle Fær Øer, incontro valido per le qualificazioni della zona UEFA, gruppo B, al Mondiale di Australia e Nuova Zelanda 2023.

## Statistiche

### Cronologia presenze e reti in nazionale
| Cronologia completa delle presenze e delle reti in nazionale ― Spagna | Cronologia completa delle presenze e delle reti in nazionale ― Spagna | Cronologia completa delle presenze e delle reti in nazionale ― Spagna | Cronologia completa delle presenze e delle reti in nazionale ― Spagna | Cronologia completa delle presenze e delle reti in nazionale ― Spagna | Cronologia completa delle presenze e delle reti in nazionale ― Spagna | Cronologia completa delle presenze e delle reti in nazionale ― Spagna | Cronologia completa delle presenze e delle reti in nazionale ― Spagna |
| Data                                                                  | Città                                                                 | In casa                                                               | Risultato                                                             | Ospiti                                                                | Competizione                                                          | Reti                                                                  | Note                                                                  |
| --------------------------------------------------------------------- | --------------------------------------------------------------------- | --------------------------------------------------------------------- | --------------------------------------------------------------------- | --------------------------------------------------------------------- | --------------------------------------------------------------------- | --------------------------------------------------------------------- | --------------------------------------------------------------------- |
| 10-6-2021                                                             | Cadice                                                                | Spagna                                                                | 3 – 0                                                                 | Belgio                                                                | Amichevole                                                            | -                                                                     | 83’                                                                   |
| 16-9-2021                                                             | Tórshavn                                                              | Fær Øer                                                               | 0 – 10                                                                | Spagna                                                                | Qual. Mondiali 2023                                                   | 3                                                                     |                                                                       |
| 21-9-2021                                                             | Budapest                                                              | Ungheria                                                              | 0 – 7                                                                 | Spagna                                                                | Qual. Mondiali 2023                                                   | 2                                                                     | 59’                                                                   |
| 21-10-2021                                                            | San Sebastián                                                         | Spagna                                                                | 3 – 0                                                                 | Marocco                                                               | Amichevole                                                            | 1                                                                     | 62’                                                                   |
| 26-10-2021                                                            | Kiev                                                                  | Ucraina                                                               | 0 – 6                                                                 | Spagna                                                                | Qual. Mondiali 2023                                                   | 2                                                                     |                                                                       |
| 25-11-2021                                                            | Granada                                                               | Spagna                                                                | 12 – 0                                                                | Fær Øer                                                               | Qual. Mondiali 2023                                                   | 1                                                                     | 61’                                                                   |
| 30-11-2021                                                            | Badajoz                                                               | Spagna                                                                | 8 – 0                                                                 | Scozia                                                                | Qual. Mondiali 2023                                                   | 2                                                                     | 74’                                                                   |
| 17-2-2022                                                             | Middlesbrough                                                         | Germania                                                              | 1 – 1                                                                 | Spagna                                                                | Arnold Clark Cup 2022                                                 | -                                                                     | 58’                                                                   |
| 20-2-2022                                                             | Norwich                                                               | Inghilterra                                                           | 0 – 0                                                                 | Spagna                                                                | Arnold Clark Cup 2022                                                 | -                                                                     | 74’                                                                   |
| 23-2-2022                                                             | Wolverhampton                                                         | Spagna                                                                | 1 – 0                                                                 | Canada                                                                | Arnold Clark Cup 2022                                                 | -                                                                     | 90’                                                                   |
| 7-4-2022                                                              | Alicante                                                              | Spagna                                                                | 1 – 1                                                                 | Brasile                                                               | Amichevole                                                            | -                                                                     | 73’ 80’                                                               |
| 25-6-2022                                                             | Huelva                                                                | Spagna                                                                | 7 – 0                                                                 | Australia                                                             | Amichevole                                                            | 1                                                                     | 46’                                                                   |
| 20-7-2022                                                             | Brighton                                                              | Inghilterra                                                           | 2 – 1                                                                 | Spagna                                                                | Euro 2022 - Quarti di finale                                          | -                                                                     | 100’                                                                  |
| 2-9-2022                                                              | Siviglia                                                              | Spagna                                                                | 3 – 0                                                                 | Ungheria                                                              | Qual. Mondiali 2023                                                   | -                                                                     | 46’                                                                   |
| 6-9-2022                                                              | Madrid                                                                | Spagna                                                                | 5 – 0                                                                 | Ucraina                                                               | Qual. Mondiali 2023                                                   | -                                                                     | 67’                                                                   |
| 22-9-2023                                                             | Göteborg                                                              | Svezia                                                                | 2 – 3                                                                 | Spagna                                                                | UEFA Women's Nations League 2023-2024 - 1º turno                      | -                                                                     | 79’                                                                   |
| 26-9-2023                                                             | Cordova                                                               | Spagna                                                                | 5 – 0                                                                 | Svizzera                                                              | UEFA Women's Nations League 2023-2024 - 1º turno                      | -                                                                     | 61’                                                                   |
| 29-10-2024                                                            | Vicenza                                                               | Italia                                                                | 1 – 1                                                                 | Spagna                                                                | Amichevole                                                            | -                                                                     | 57’                                                                   |
| 29-11-2024                                                            | Cartagena                                                             | Spagna                                                                | 5 – 0                                                                 | Corea del Sud                                                         | Amichevole                                                            | 1                                                                     | 62’                                                                   |
| 3-12-2024                                                             | Nizza                                                                 | Francia                                                               | 2 – 4                                                                 | Spagna                                                                | Amichevole                                                            | -                                                                     | 68’                                                                   |
| Totale                                                                |                                                                       | Presenze                                                              | 20                                                                    |                                                                       | Reti                                                                  | 13                                                                    |                                                                       |

## Palmarès

### Club
- Campionato spagnolo di seconda divisione: 1

Athletic Bilbao B: 2019-2020 (gruppo nord)